# Mravenečník (Hrubý Jeseník)
Mravenečník is een berg gesitueerd in het gebergte Hrubý Jeseník in het noordoosten van Tsjechië. De berg heeft een hoogte van 1342 meter.